# Västerås stadsmission
.

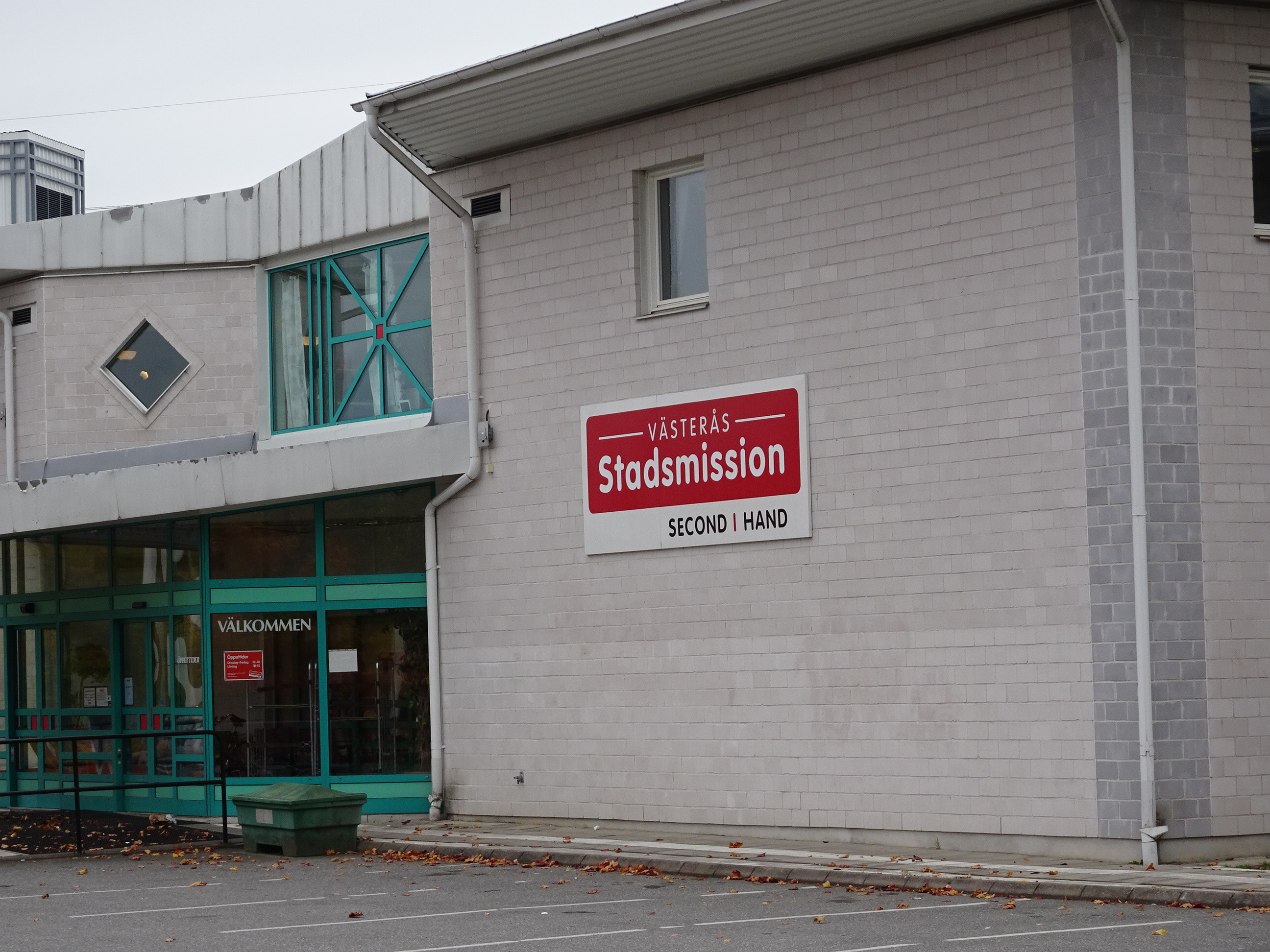
Stadsmissionens second hand butik på Eriksborg

Västerås stadsmission är en ideell organisation med syfte att göra Västerås till en mänskligare stad för alla. Stadsmissionen hjälper människor i utsatta situationer i konkret handling, förebyggande arbete och opinionsbildning. Verksamhetsområdena är socialt arbete, omsorg, vård och utbildning.
Västerås stadsmission bildades 2 december 2008 av 15 församlingar, varav merparten från Svenska kyrkan.